# Dorchester Collection
Dorchester Collection ist der Marktauftritt des 2006 gegründeten Unternehmens Dorchester Group Limited mit Sitz in London, das im Besitz der staatlichen Brunei Investment Agency des Sultanats Brunei ist. Es betreibt derzeit (Stand März 2019) neun 5-Sterne-Luxushotels in den Vereinigten Staaten und Europa. 2017 erzielte die Hotelkette einen Umsatz von 384,4 Millionen £.

## Hotels
Vereinigtes Königreich:
- The Dorchester, London
- 45 Park Lane, London
- Coworth Park, Ascot

Frankreich:
- Hôtel Le Meurice, Paris
- Hôtel Plaza Athénée, Paris

Italien:
- Hotel Eden, Rom
- Hotel Principe di Savoia, Mailand

Vereinigte Staaten:
- The Beverly Hills Hotel, Los Angeles
- Hotel Bel-Air, Los Angeles

Das Hotel Le Richemond in Genf (Schweiz) wird seit 2018 nicht mehr von der Dorchester Collection verwaltet.

## Kontroversen
Die Hotelkette war mehrfach Gegenstand öffentlicher Kontroversen, nachdem in Brunei das islamische Scharia-Recht verschärft wurde. Mehrere Prominente, darunter Ellen DeGeneres und Jay Leno, haben 2014 zu einem Boykott der Hotelkette aufgerufen. Als Brunei im März 2019 die Todesstrafe für gleichgeschlechtlichen Sex einführte, wurden erneut Forderungen nach einem Boykott laut. Unter anderem die Deutsche Bank und die Financial Times kündigten an, die Hotels von Dorchester Collection in Zukunft zu meiden.